# Konvertor
 (décembre 2023).
Konvertor est une visionneuse et un convertisseur gratuit pour plus de 4700 formats de fichiers différents (3D, audio, vidéos, eBooks, images, textes) disponible sur Windows, 7, 8, 8.1, 10 (Desktop).
- 4742 formats différents reconnus
- sélection multi-fichiers, sous plusieurs dossiers, en plusieurs formats.
- support de WebP, Microsoft MPEG-4, DivX…
- support des interfaces TWAIN et WIA (scanners, appareils photos, caméras)
- support des plugins Photoshop
- support des informations IPTC/EXIF/NCC/8BIM/XMP/ID3 - visualisation, modification, suppression
- extraction des pistes audios et des images à partir de fichiers vidéo
- créations à partir de captures d'écrans
- conversion d'images en PDF
- extraction et conversion de frames individuelles à partir de ASF, MOV, AVI, MPEG, QT…
- possibilité de convertir un fichier texte (.txt) en image
- conversion du contenu du presse-papiers
- affichage hexadécimal
- application de filtres, plus de 280 différents (bruit, redimensionnement, contraste, fusain…)
- création d'effets (vague, enroulement…)
- ajustage du contraste, de la luminosité...
- extraction des ressources en provenance des exe, dll, ocx, vbx, etc.
- slide show avec effets de transition
- intégration dans l'Explorateur
- recherches multi-critères
- 'rip' de CD-ROM, sauvegardes en WAV, MP3, OGG, DAT
- création de CD-ROM (XP)
- conversion d'images et/ou de fichiers textes en PDF
- visualisation du contenu des archives ZIP, RAR, ARJ, ACE, CAB, LZH, LHA…
- création d'archives ZIP
- téléchargement d'images
- envoi par email, par FTP
- , etc.